# TSV Pliezhausen
Der TSV Pliezhausen ist ein Sportverein aus Pliezhausen in Baden-Württemberg. Der 1951 in seinen heutigen Namen umbenannte Verein geht auf den im Februar 1902 in der Gaststätte „Zum Hirsch“ gegründeten Turnverein Pliezhausen zurück. Der spätere Fußball-Weltmeister Guido Buchwald spielte in der Saison 1977/78 für den Verein. In den 1980er und 1990er Jahren pendelte die erste Fußballmannschaft des TSV zwischen Landesliga Württemberg und Verbandsliga Württemberg.

## Geschichte
Der Verein wurde 1921 als Sportclub 1921 Pliezhausen gegründet. Die Neugründung erfolgte 1945 als Sportverein 1945 Pliezhausen. 1948 wurde die Meisterschaft in der Bezirksliga Alb gewonnen. 1951 wurde der Verein in Turn- und Sportverein 1902 Pliezhausen umbenannt. 1956 stieg der Verein in die B-Klasse Reutlingen ab und 1969 in die A-Liga auf. 1976 gelang der Aufstieg in die 2. Amateurliga Württemberg, später Landesliga Württemberg, an dem man 1974 noch in einem Entscheidungsspiel gegen den TSV Eningen durch eine 1:2-Niederlage gescheitert war. Im DFB-Pokal 1980/81 standen die Fußballer in der 1. Hauptrunde, unterlagen dort aber dem SSV Ulm 1846 mit 0:3. 1983 stiegen sie in die Verbandsliga Württemberg auf und 1987 wieder in die Landesliga Württemberg ab. 1992 erfolgte der 2. Aufstieg in die Verbandsliga Württemberg und 1993 der direkte Wiederabstieg. 1995 gelang wiederum der Aufstieg in die Verbandsliga und 1997 musste der Abstieg in die Landesliga hingenommen werden. 1999 stieg der TSV Pliezhausen in die Bezirksliga Alb ab.
2017 stieg der TSV Pliezhausen in die Bezirksliga Alb auf. Seit 2018 spielt der Verein nur noch auf Kreisebene.
Daneben hat der TSV Pliezhausen die Abteilungen Turnen und Fitness, Fußball, Basketball, Fechten und Tanzen.